# ダグ・アダムズ
ダグ・アダムズ（Harold Douglas "Doug" Adams 1943年1月27日 - ）は、MLBの捕手。アメリカ合衆国ウィスコンシン州ブルー・リバー出身。右投左打。

## 経歴
1965年、シカゴ・ホワイトソックス傘下に所属し、フロリダ・ルーキー・リーグ（現ガルフ・コースト・リーグ）とフロリダ・インストラクショナル・リーグでプレイした。このうち、フロリダ・ルーキー・リーグでは45試合に出場し、チーム最多となる19打点を記録している。この年は捕手よりも、外野手としての試合出場数が多かった。
1966年、前年から階級を上げ、マイナーリーグのクラスAで74試合に出場。成績は、215打数42安打、打率.195、1本塁打、15打点だった。1965年と同様、捕手として26試合に出場する一方で、39試合で外野の守備にも就いた。
1967年、カロライナリーグ北部地区に加盟するリンチバーグ・ホワイトソックスに在籍し、チームの正捕手として94試合に出場した。打率.262、6本塁打、36打点に加えて、チーム最多となる11盗塁を記録した。
1968年は、ダブルAに分類されるサザンリーグのエバンズビル・ホワイトソックスでプレイした。正捕手を務めて86試合に出場し、チーム最多の9本塁打を放ったが、打率は.190と前年より数字を落とした。
続く1969年は、開幕を前年と同じくサザンリーグで迎え、コロンバス・ホワイトソックスの正捕手として120試合に出場。打率.245、9本塁打、40打点を記録した。その後トリプルAを経ずにMLBに昇格し、9月8日に行われたシアトル・パイロッツ（現ミルウォーキー・ブルワーズ）とのダブルヘッダー第2戦で、4点ビハインドの9回表に代打として起用され（結果はショートフライ）、メジャーデビューを果たした。
以降、9月13日のオークランド・アスレチックス戦でMLBでの初安打を記録するなど、シーズン終了までにスタメンでの起用3試合を含む8試合に出場したが、打率.214、0本塁打、1打点という成績に終わった。なお、MLBでは捕手のみをこなし、外野守備に就く機会はなかった。
翌1970年は、トリプルAのパシフィックコーストリーグに所属するツーソン・トロズで82試合に出場したが、この年はチームメイトのチャック・ブリンクマンが正捕手の座を守り、アダムズは外野手として試合に出場する機会が多くなった。打撃でも打率.250、5本塁打、29打点とMLB昇格前と同程度の水準の成績に終わり、この年限りで現役を引退した。

## 詳細情報

### 年度別打撃成績
| 年 度    | 球 団    | 試 合 | 打 席 | 打 数 | 得 点 | 安 打 | 二 塁 打 | 三 塁 打 | 本 塁 打 | 塁 打 | 打 点 | 盗 塁 | 盗 塁 死 | 犠 打 | 犠 飛 | 四 球 | 敬 遠 | 死 球 | 三 振 | 併 殺 打 | 打 率 | 出 塁 率 | 長 打 率 | O P S |
| -------- | -------- | ----- | ----- | ----- | ----- | ----- | -------- | -------- | -------- | ----- | ----- | ----- | -------- | ----- | ----- | ----- | ----- | ----- | ----- | -------- | ----- | -------- | -------- | ----- |
| 1969     | CWS      | 8     | 15    | 14    | 1     | 3     | 0        | 0        | 0        | 3     | 1     | 0     | 0        | 0     | 0     | 1     | 0     | 0     | 3     | 1        | .214  | .267     | .214     | .481  |
| MLB：1年 | MLB：1年 | 8     | 15    | 14    | 1     | 3     | 0        | 0        | 0        | 3     | 1     | 0     | 0        | 0     | 0     | 1     | 0     | 0     | 3     | 1        | .214  | .267     | .214     | .481  |

### 背番号
- 32 （1969年）